# Hűvösvölgyi út
A Hűvösvölgyi út egy fontos útvonal Budapest II. kerületében, a budai hegyvidék egyik fő feltáró útja. Abban a völgyben húzódik, amelyet észak és kelet felől a Rózsadomb és a Hármashatár-hegy tömbjébe tartozó magaslatok hegycsoportja, dél és nyugat felől pedig a Sváb-hegy, illetve a Nagy-Hárs-hegy tömbjei fognak közre. Nyugat felől Szépilona, Kurucles és Lipótmező, kelet felől Pasarét, Nyék és Hűvösvölgy városrészek határolják. Országos közútként az 1107-es út városon belüli szakaszának része.

## Nyomvonala
A Szilágyi Erzsébet fasor nyugati végpontjától, annak Hidász utcai kereszteződésétől indul, az Ördög-árok mély völgyében, majdnem pontosan északnyugati irányban; ugyanebben a lámpás csomópontban ágazik ki nyugat-északnyugat felé a Budakeszi út. Minimális irányváltozásoktól eltekintve gyakorlatilag végig ezt az északnyugati irányt követi.
Kezdeti, egy villamosmegállónyi szakaszán 1+2 sávos [hosszan elnyúló kanyarodósáv vezet a Budakeszi út elágazásáig], itt csak az út a nyugati oldalán vannak lakóházak, illetve a Szépilona kocsiszín egyes kiszolgáló létesítményei és szolgálati lakásai. Keleti oldalról az utat impozáns, kettős vadgesztenye-fasor által kísért járda–kerékpárút kíséri, amellett az 56-os villamos és a többi, Hűvösvölgybe közlekedő villamosjárat vágányai húzódnak, azokon túl az út egy szervizútját találjuk, amit nagy számú parkolóhely kísér. Az itt – az Ördög-árok beboltozott medre fölött – kialakított parkoló főleg azóta népszerű, amióta a város belsőbb részein már egészen a Gábor Áron utcáig fizetőssé vált a parkolás. A parkolón túl még egy kutyafuttatót találunk, azon túl pedig egy nagy kiterjedésű honvédségi objektum (egykori katonai akadémia) található.
Az első, Akadémia nevet viselő villamosmegálló után a szervizút megszűnik, és nem sokkal ezután válik láthatóvá az a műtárgy, amelyen keresztül az Ördög-árok vize a felszín alá bukik. Ettől kezdve a patak szabad mederben húzódik a villamossínek mellett. A nyugati oldalon, egymás közelében két út, a Budenz út és a Tárogató út is kiágazik belőle, majd nem sokkal ezután, a Riadó utcától egy újabb szervizútja indul a Hűvösvölgyi útnak, az Ördög-árkon túl, az ottani lakóházakat kiszolgálva.
A második villamosmegállónál beletorkollik az útba (lámpás csomópontban) a forgalmas Kelemen László utca, ezután a villamosvágányok – az Ördög-árok folyásával együtt – kissé eltávolodnak az úttól, a szervizút még néhány háznyit halad a patak túlsó partján, a Hűvösvölgyi út nevét viselve, majd nevet vált. Eltűnik az út mellől a sorfákkal kísért kerékpárút is – az a Versec sorra fordul rá, amely a vágányokkal párhuzamosan ágazik ki jobb kéz felé –, az út pedig emelkedésnek indul. Az emelkedés intenzitásában kisebb eltérések érzékelhetők, de a Hűvösvölgyi út innen nagyjából öt buszmegállónyi távolságon keresztül folyamatosan emelkedik. Három lámpás csomópontja is van ezen a szakaszon, az első a Szerb Antal utca (korábban Szajkó utca), a második a Vadaskerti út–Lipótmezei út, a harmadik pedig a Nyéki út kereszteződésénél. Utóbbi kettő között nyugati oldalán az egykori Országos Pszichiátriai és Neurológiai Intézet hatalmas kiterjedésű parkja kíséri az utat, a másik oldalon pedig itt is egy honvédségi objektum kőfalai húzódnak.
Legmagasabb pontját a Csibor utca (korábban Hársfa vendéglő) buszmegálló közelében éri el, itt nemsokára egy elágazáshoz érkezik. Nagyjából az út eddigi irányát követve, attól kicsit nyugatabbra húzódva, erdők közé térve és enyhén emelkedve a Nagykovácsi út (11 104-es út) indul ki Adyliget, Remeteszőlős és Nagykovácsi felé, míg a Hűvösvölgyi út nevet az az út viszi tovább, amely jobbra térve, majdnem északi irányba kanyarodva egy lejtőre fordul. Elhalad a hűvösvölgyi Stop Shop bevásárlóközpont létesítményei mellett, kőhíddal keresztezi az általa néhány kilométerrel korábban elhagyott villamosvágányokat, majd beér Hűvösvölgy házai közé.
Végpontja közelében a múltban – a 20. század utolsó éveiig – két buszvégállomás is volt, amelyek külön-külön is több buszjáratot szolgáltak ki. A belvároshoz közelebbi a Hűvösvölgy, Népkert nevet viselte – innen indultak ki a Pesthidegkutat és az északnyugat-budai agglomeráció településeit kiszolgáló buszjáratok (57, 63, 64, 157, 164), valamint ennek közvetlen közelében volt a villamosok végállomása is; egy buszmegállónyi távolsággal kijjebb, a városhatárhoz közelebbi pedig a Hűvösvölgy, Hidegkúti út végállomás volt, ahol a Hűvösvölgyet a bel-budai Moszkva térrel (a mai Széll Kálmán térrel) összekötő normál és gyors buszjáratok útvonala ért véget. 1998-99-ben a korábbi végállomások helyett, azokat egyesítve egy közös végállomást alakítottak ki a városrészt érintő összes busz- és villamosjárat számára, ez a Hűvösvölgyi út utolsó szakaszán található, az úttól nyugatra. Az egykori népkerti végállomás helye ma is jól felismerhető, P+R parkolót alakítottak ki a helyén, a Hidegkúti úti egykori végállomás helyét jobban átalakították. Maga a Hűvösvölgyi út ez utóbbi térség déli széléig, a Bátori László utca kereszteződéséig tart, innentől a főútvonal a Hidegkúti út nevet veszi fel.

## Története
Az út története egészen biztosan legalább a középkorig nyúlik vissza, erről tanúskodik a szomszédságában, a Fekete István utcai kereszteződése mellett feltárt, jelentős középkori romterület. Az út régi katonai felvonulási irány is. Régi nevei: Kovácser Strasse, Kovacsina jolu és Hidegkúti út voltak. 1946-tól a rendszerváltást követő évekig (1991-ig) Vörös hadsereg útja volt.

## Jelentősebb épületek, látnivalók
- 22. szám: villa, tervezője Hoffhauser Elek, 1884
- 36. szám: egykori Budagyöngye Vendéglő, 1890

A környéken létesült zöldövezeti, kerthelyiséges éttermek között sokáig a legnépszerűbbek közé tartozott. Freskókkal ékesített falai ma is magukra vonják a figyelmet. Jelenleg magántulajdonban van.
- 42. szám: egykori majorsági épület

A földszintes, félig-meddig a domboldalba mélyedő ház a XX. század elején itt élt lakosok még falusias, gazdálkodó életformájának emlékét őrzi. Hasonló jellegű épületek a környező telkeken a Tárogató út 9. és 13. szám alatt álló házak is.
- 64. szám: a Pannónia Filmstúdió egykori épülete

A filmstúdió főépülete a második világháború utáni időszakban, szocialista realista stílusban épült, az akkori államvezetés kiemelt kulturális beruházásaként; galériás belső nagyterme arányos alkotás. A 20. század második felében itt készült a legtöbb Magyarországon bemutatott külföldi film szinkronja, aránylag magas színvonalon, de készültek itt nemzetközi szinten jegyzett animációs filmek és oktatófilmek is. A rendszerváltást követő időszakban az épületet privatizálták; 2015-ben műemléki szempontokat is szem előtt tartó felújításon esett át.
- 78. szám: Budanyéki reneszánsz királyi villa (vadászkastély) romterülete

A középkorban itt állt királyi villa építését Zsigmond király kezdte építtetni, Mátyás folytatta és II. Ulászló uralkodása alatt készült el teljesen. Az épületegyüttes két fő része egy 35 méter hosszú, lodzsás és árkádos lakóépület, valamint egy 60 méteres fogadóépület volt, melyekhez egy, a klasszikus római kerttervezés szerint kialakított park csatlakozott, benne egy tóval. Az épületek maradványai közül feltárt faragott kövek és oszlopfők legszebb darabjai a Budapesti Történeti Múzeumba kerültek. A kerítéssel körbezárt területen az 1990-es években komolyabb feltárási munkálatok folytak, a romok egy része fölé védőtető is épült, de a hely már hosszabb ideje ismét gondozatlan képet mutat. Az 1989-ben megindított feltárás egyébként sikeres lokálpatrióta mozgalmat hívott életre a környék lakosai körében, akik önkéntes alapon szerveződve, kéziszerszámokkal felszerelkezve gyűltek össze, hogy segítség a teljesen elvadult területmegtisztítását, később e mozgalom résztvevőire alapozva jött létre a térségben élők Nyék–Kurucles Egyesülete.
- 79. szám: Jungfer-villa, tervezője Kallina Géza, 1914
- 85. szám: Márkus Emília villája, tervezői: Jánszky Béla és Szivessy Tibor, 1912

A századforduló körüli évtizedek ünnepelt, sokoldalú drámai színésznője 1912-ben építtette ezt az épületet, ahol később a korabeli kulturális elit számos kiválósága fordult; többek között a színésznő veje, a zseniális balettművész Nyizsinszkíj is sok időt töltött itt. A márványpadozatú, faragott fa mennyezetű földszinti fogadótermekbe később a Szabó Ervin Könyvtár egyik II. kerületi fiókkönyvtára került, az épület többi részéből lakásokat alakítottak ki.
- 87. szám: Herczeg Ferenc villája, tervezője Zrumeczky Dezső, 1912

Szinte várszerűen kialakított, jellegzetesen magas tetőszerkezetű, ma is impozáns kinézetű épület, falán az író monogramja is jól látható.
- 94. szám: Tauszig-villa, tervezői: Tauszig Béla és Róth Zsigmond, 1884
- 116. szám: a Lipótmezei Tébolyda, később Országos Pszichiátriai és Neurológiai Intézet egykori épülettömbje, tervezője Ludwig Zettl, 1868

A nagyszabású épületegyüttes I. Ferenc József 1857-es rendelete alapján épült, és 1868-ban kezdte meg működését. Megnyitásától a 2007-ben történt bezárásáig – tehát majdnem 140 évig – megszakítás nélkül az alapítási céljának megfelelően működött, a pszichiátriai betegek gyógyításával foglalkozva, ami a hasonló célú intézmények között az egész világon egyedülálló volt. A Kis-Hárs-hegy keleti lábánál emelt épülettömb építési stílusa a késő romantika jegyeit mutatja, de homlokzati tagolása a klasszikus szimmetria elveit követi. Szecessziós stílusú kápolnája 1913-ban készült el, díszablakai Róth Miksa üvegmozaik-művész alkotásai; az 1970-es években előadóteremmé alakították. Az épület körüli nagyszabású parkot Pecz Ármin tervei alapján alakították ki; a parkban Erzsébet királyné két emlékfát is ültetett, melyek egyike a XXI. századot is megérte, a másik fa helyére pedig Habsburg Ottó ültetett 1991-ben új facsemetét, amely esemény emlékét a fa mellett egy emléktábla is őrizte. Az intézet bezárásával az épület és az egész terület sorsa kilátástalanná vált.
- 131. szám: egykori elemi iskola, ma magánfenntartású óvoda, iskola és gimnázium

A földszintes téglaépület hasonlóan a XIX-XX. század fordulóján épült a környéken lakó családok gyermekeinek oktatására. Évtizedeken át a Pasaréti úti iskola tagintézménye volt, a rendszerváltás után a SEK Kft. által fenntartott magániskola nyitotta meg benne kapuit.
- 149. szám: villa, tervezője Novák Ferenc, 1887

## Megközelítése
2008-ig a Hűvösvölgyi út teljes hosszában végighaladt a BKV egy vagy több járata (az egykori 56-os buszcsalád tagjai), amelyek így minden szakaszához kényelmes elérést biztosítottak az M2-es metró Moszkva tér állomásától. A fővárosi közlekedési hálózat 2008-as átalakítását követően a nappali 256-os és az éjszakai 956-os busz járt itt, azonban a 256-os szerepét 2009-ben a Hűvösvölgyig meghosszabbított 29-es és az új 129-es busz vette át. Ennek következtében vannak a Hűvösvölgyi útnak olyan szakaszai, amelyek a Széll Kálmán tértől, sőt még az út kezdeti szakaszán lévő Budagyöngye megállóhelytől is csak átszállással érhetők el, vagy pedig a hűvösvölgyi villamosok valamelyik megállóhelyétől felgyalogolva.
Az út menti ingatlanok nagyjából a Kuruc utcai kereszteződésig kényelmesen, szintemelkedés nélküli vagy egészen csekély szintemelkedéssel járó sétával elérhetők a hűvösvölgyi villamosok Akadémia, Kelemen László utca vagy Zuhatag sor megállóinak valamelyikétől. Budagyöngye térségétől – tehát az út kezdeti szakaszától – a Szerb Antal utcáig itt halad a 129-es busz, a Kelemen László utcától a hűvösvölgyi végállomásig pedig a környéket a III. kerülettel összekapcsoló 29-es busz; a két járat között átszállni a Bölöni György utca, illetve a Szerb Antal utca megállóhelyeken lehet.

## Galéria

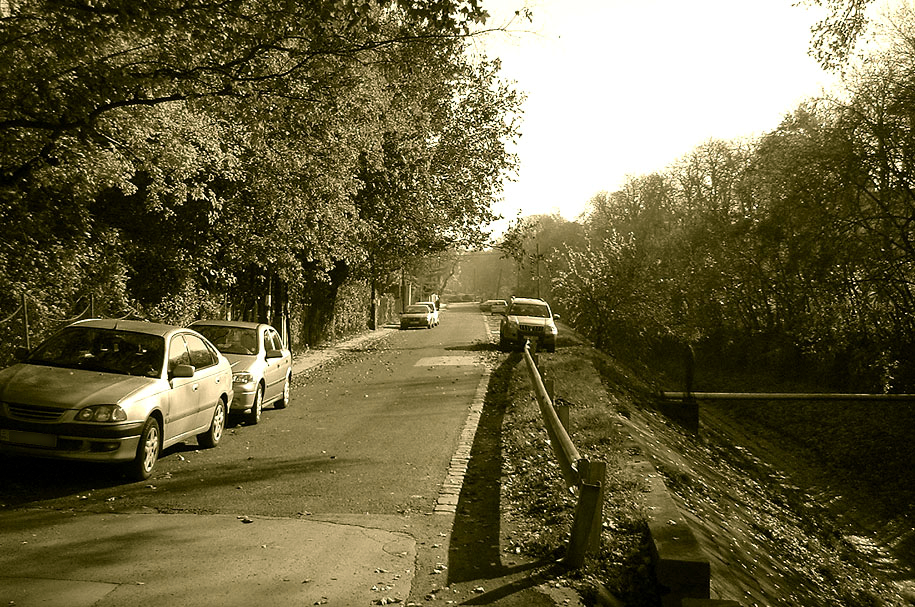
A főutat az Akadémia Park és a Versec sor között az északi oldalán kísérő Ördög-árok
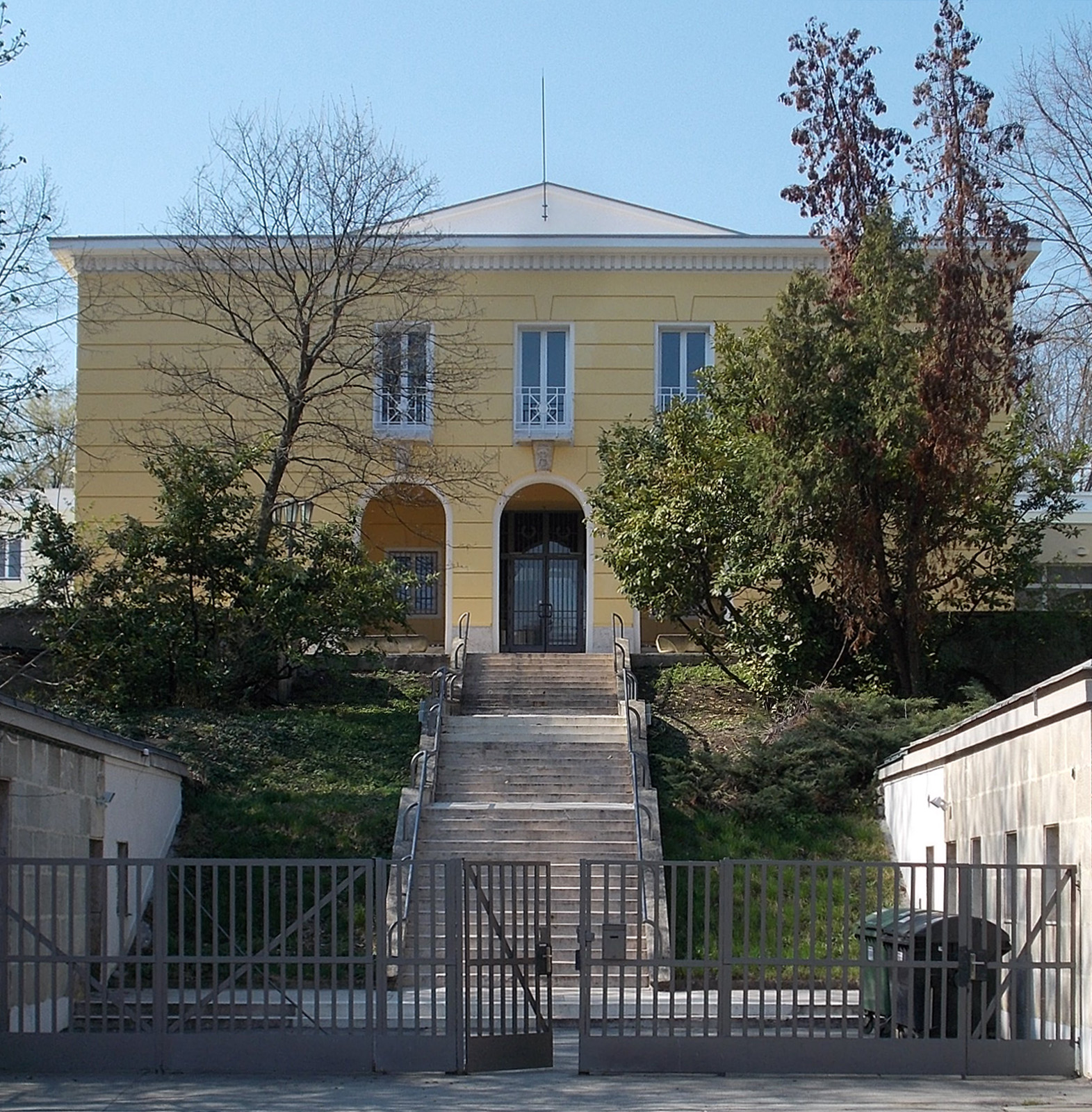
A Pannónia Filmstúdió épülete
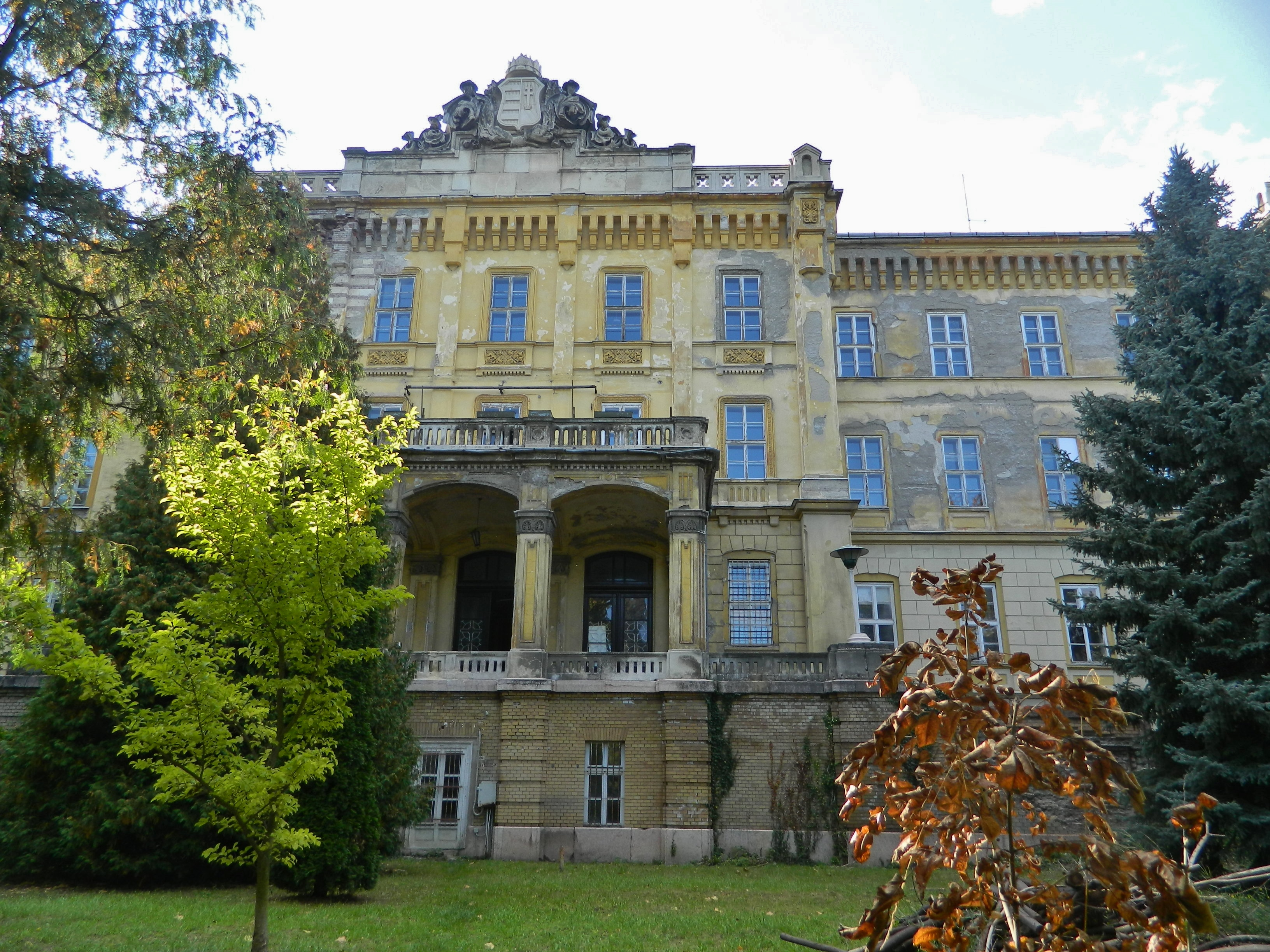
Országos Pszichiátriai és Neurológiai Intézet főépülete
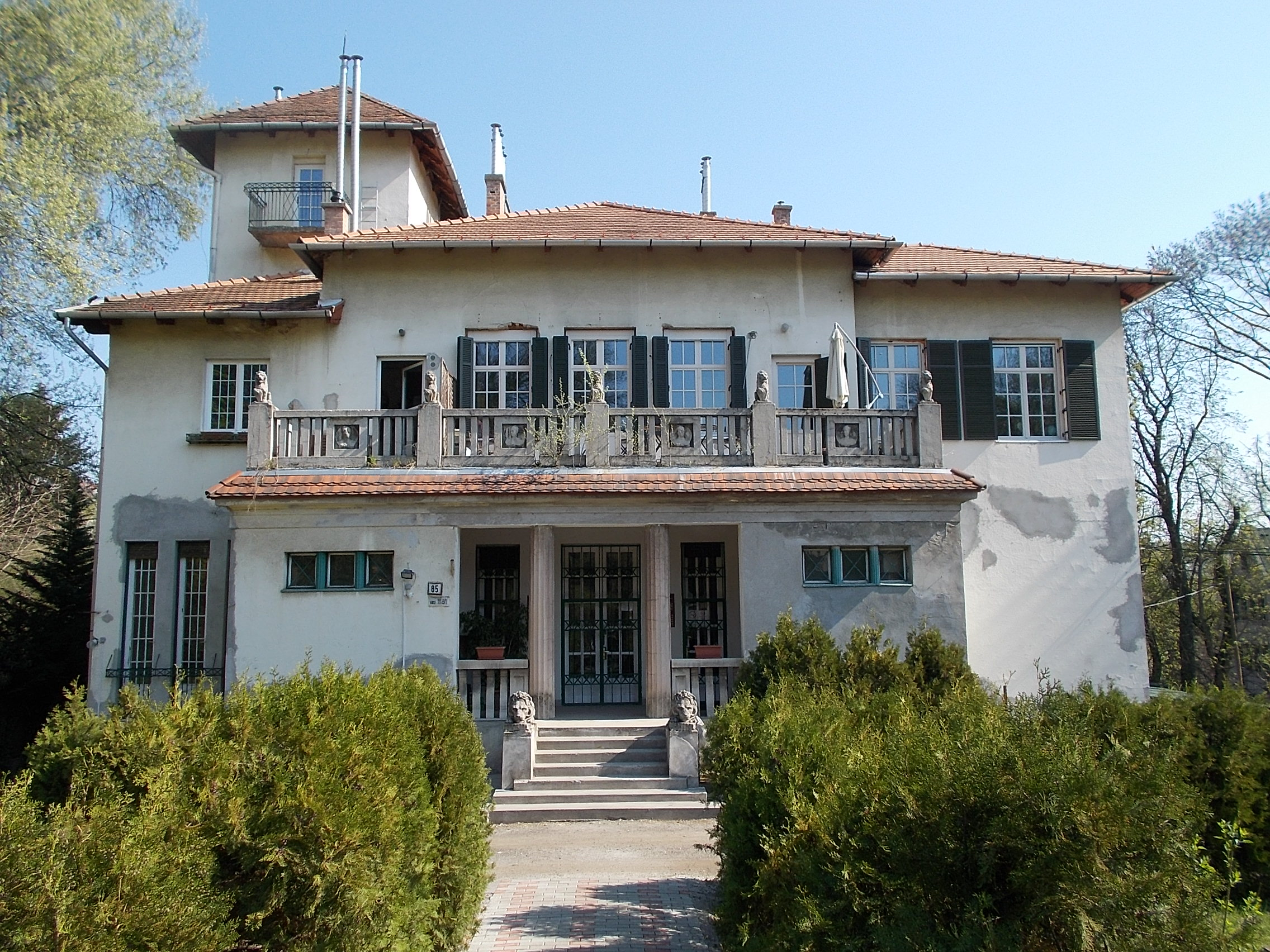
A Fővárosi Szabó Ervin Könyvtár Hűvösvölgyi úti fiókkönyvtára